# Jan Korcz
Jan Korcz (ur. 1 stycznia 1905 w Samborze, zm. 16 marca 1984 w Gorzowie Wielkopolskim) – malarz, pejzażysta, pionier środowiska plastycznego w powojennym Gorzowie Wielkopolskim.
Studiował w Szkole Malarstwa i Rysunku im. Konrada Krzyżanowskiego w Warszawie, Państwowym Instytucie Robót Ręcznych oraz w prywatnej Szkole Sztuk Pięknych im. Wojciecha Gersona.